# Verbascum pseudopterocalycinum
Verbascum pseudopterocalycinum är en flenörtsväxtart som beskrevs av Hub.-mor.. Verbascum pseudopterocalycinum ingår i släktet kungsljus, och familjen flenörtsväxter. Inga underarter finns listade i Catalogue of Life.